# Ternavka, Izeaslav
Ternavka (în ucraineană Тернавка) este localitatea de reședință a comunei Ternavka din raionul Izeaslav, regiunea Hmelnîțkîi, Ucraina.

## Demografie
Componența lingvistică a localității Ternavka
     Ucraineană (99,41%)
     Alte limbi (0,4%)
Conform recensământului din 2001, majoritatea populației localității Ternavka era vorbitoare de ucraineană (99,41%), existând în minoritate și vorbitori de alte limbi.